# Plymouth Volare
Plymouth Volare är en bakhjulsdriven personbil tillverkad av Plymouth. Den tillverkades mellan 1976 och 1980. De motorer som fanns att välja på var en rak sexcylindrig motor och V8-motorer på 318 respektive 360 kubiktum. Bilen har en systermodell som heter Dodge Aspen. Volare fanns både som sedan, sportcoupé och herrgårdsvagn. Under dessa år var Plymouth Road Runner en Volare med ett speciellt tillvalspaket.